# Cybulki (Rosja)
Cybulki (ros. Цыбульки) – wieś (ros. деревня, trb. dieriewnia) w zachodniej Rosji, w osiedlu wiejskim Borkowskoje rejonu diemidowskiego w obwodzie smoleńskim.

## Geografia
Miejscowość położona jest nad Jelszą, 2,5 km od drogi regionalnej 66N-0506 (Prżewalskoje – Anosinki – Żeruny – Jewsiejewka), 6 km od centrum administracyjnego osiedla wiejskiego (Żeruny), 58,5 km od centrum administracyjnego rejonu (Diemidow), 108 km od stolicy obwodu (Smoleńsk), 60 km od granicy z Białorusią.
W granicach miejscowości znajduje się ulica Projezżaja (14 posesji).

## Demografia
W 2010 r. miejscowość zamieszkiwało 7 osób.

## Historia
W czasie II wojny światowej od lipca 1941 roku dieriewnia była okupowana przez hitlerowców. Wyzwolenie nastąpiło we wrześniu 1943 roku.